# Saint-Martin-de-Seignanx
Saint-Martin-de-Seignanx (gaskonsko Sent Martin de Senhans) je naselje in občina v jugozahodnem francoskem departmaju Landes regije Akvitanije. Leta 2009 je naselje imelo 4.724 prebivalcev.

## Geografija
Kraj leži v pokrajini Gaskonji 40 km jugozahodno od Daxa in 11 km severovzhodno od Bayonna.

## Uprava
Saint-Martin-de-Seignanx je sedež istoimenskega kantona, v katerega so poleg njegove vključene še občine Biarrotte, Biaudos, Ondres, Saint-André-de-Seignanx, Saint-Barthélemy, Saint-Laurent-de-Gosse in Tarnos s 24.450 prebivalci (v letu 2009).
Kanton Saint-Martin-de-Seignanx je sestavni del okrožja Dax.

## Zanimivosti
- župnijska cerkev sv. Martina,
- grad château de Saint-Martin iz 16. do 19. stoletja,
- umetno jezero étang d'Yrieux.

## Pobratena mesta
- Oyón / Oion (Baskija, Španija);